# Eugen Gürster
Eugen Gürster (* 23. Juni 1895 in Fürth; † 1. Mai 1980 in München) war ein deutscher Dramaturg, Literaturwissenschaftler, Schriftsteller und Diplomat.

## Leben
Der Enkelsohn des bayerischen Politikers Joseph Gürster und Sohn des Oberstleutnants Ludwig Gürster (1853–1933) und seiner Frau Valérie Meyer (1873–1963) besuchte das Wilhelmsgymnasium in München. Nach dem Abitur 1914 begann er ein Studium, war aber dann von 1915 bis 1918 zunächst Soldat im Ersten Weltkrieg. Von 1920 bis 1923 studierte er in München Philologie, Archäologie und Musikwissenschaften und promovierte über „Ferdinand Raimund und das Theater“. Als Student war er Mitglied der „Gemeinschaft sozialistischer Studierender“. Nach dem Studium arbeitete er schriftstellerisch und fand Anstellungen als Dramaturg 1924 in Breslau und Chefdramaturg 1932 in Darmstadt.
Nach der Machtergreifung der Nationalsozialisten emigrierte er in die Schweiz. Dort schrieb er unter dem Pseudonym Hermann Steinhausen 350 Essays und Aufsätze für die Basler Nationalzeitung, den Berner Bund, für Thomas Manns Zeitschrift Mass und Welt und für Radio Beromünster. 1938 heiratete er die Opernsängerin Rose Delmar (1900–1968), sie hatten einen Sohn René Ludwig (1938–2023). Am 29. April 1941 wurde er vom Deutschen Reich ausgebürgert und am 4. August 1941 wurde im Reichsanzeiger bekannt gegeben, dass die Universität München ihm den Doktorgrad entzogen hatte. 1941 emigrierte er in die USA, wo er in New York City bei der Zeitung Aufbau mitarbeitete. Er hatte Gastdozenturen an US-amerikanischen Colleges, Rose Delmar sang 1947 mit Set Svanholm an der Oper in Philadelphia.  Bei seiner Rückkehr nach Deutschland im Jahr 1952 wurde er in den Auswärtigen Dienst aufgenommen und amtierte als Kulturattachée bis 1959 in London und bis 1962 in Wien.
Gürster war Mitglied des P.E.N. und der Deutschen Akademie für Sprache und Dichtung. Er wurde mit dem Bundesverdienstkreuz 1. Klasse und dem Bayerischen Verdienstorden ausgezeichnet.

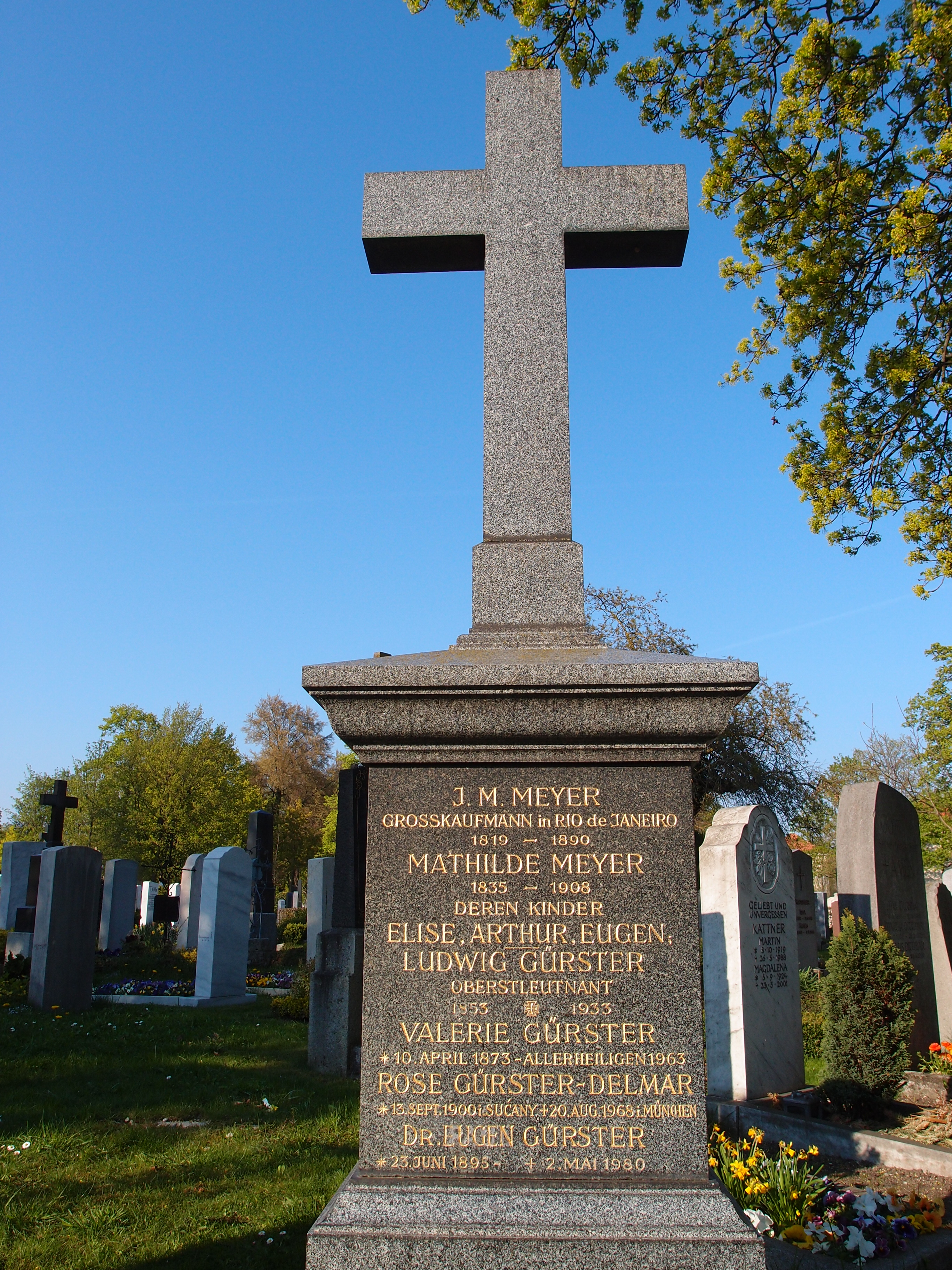
Grab von Eugen Gürster und Rose Gürster-Delmar auf dem Münchner Nordfriedhof

## Schriften (Auswahl)
- Ferdinand Raimund und das Theater. 1920 Diss.
- Der Spielleiter und das Bühnenbild, in: Schlesische Volkszeitung, 16. Juni 1925.
- Calderón de la Barca. Ausgewählte Schauspiele. Das Leben ist ein Traum. Der wundertätige Magier. Der standhafte Prinz. Der Richter von Zalamea. Neue Nachdichtungen. C. H. Becksche Verlagsbuchhandlung, München 1928.
- Wetter veränderlich! Komödie in 3 Akten, Drei Masken Verlag, Berlin 1932.
- Die Zukunft der Freiheit. Europa-Verlag, Zürich 1938.
- Volk im Dunkel. Vita-Nova-Verlag, Luzern 1946.
- Die Macht der Dummheit. Herder, Freiburg (im Breisgau), Basel, Wien 1974.

Unter dem Pseudonym „Herrmann Steinhausen“
- Die Zukunft der Freiheit. In: Thomas Mann, Konrad Falke (Hrsg.): Mass und Wert. Zweimonatsschrift für freie deutsche Kultur. Jg. 1, Heft 1 vom September/Oktober 1937, S. 63–74.
- Die Rolle des Bösen in der Weltgeschichte. Bermann-Fischer, Stockholm 1939.
- Die Judenfrage – eine Christenfrage. Vita-Nova-Verlag, Luzern 1939.

Bibliographie
- John M. Spalek (Hrsg.), Deutschsprachige Exilliteratur seit 1933. Band 4, Bibliographien: Schriftsteller, Publizisten und Literaturwissenschaftler in den USA. Teil 1 (A–G), Francke, Bern 1994, ISBN 3-907820-47-9.